# كرانيش ريكارتي
كرانيش ريكارتي (الاسم العلمي:Cranichis ricartii) هو نوع من النباتات يتبع جنس الكرانيش من الفصيلة السحلبية.